# Pentagram

Pentagram

Het pentagram is een vijfpuntige ster en een van de oudste symbolen ter wereld. Het symbool wordt op veel plaatsen gebruikt, onder andere in logo's van militaire organisaties, op skûtsjes, op nationale vlaggen maar tevens bij vele religieuze en seculiere levensbeschouwingen. Als geometrische figuur kent het pentagram enkele bijzondere eigenschappen waardoor mensen in de vele eeuwen er ook bijzondere of mystieke betekenissen aan hebben toegekend. 

## Wiskundige figuur

Bij de vier lengtes in het pentagram (aangegeven met verschillende kleuren) geldt dat, in volgorde van grootte gezet, opeenvolgende zich steeds tot elkaar verhouden als de gulden snede

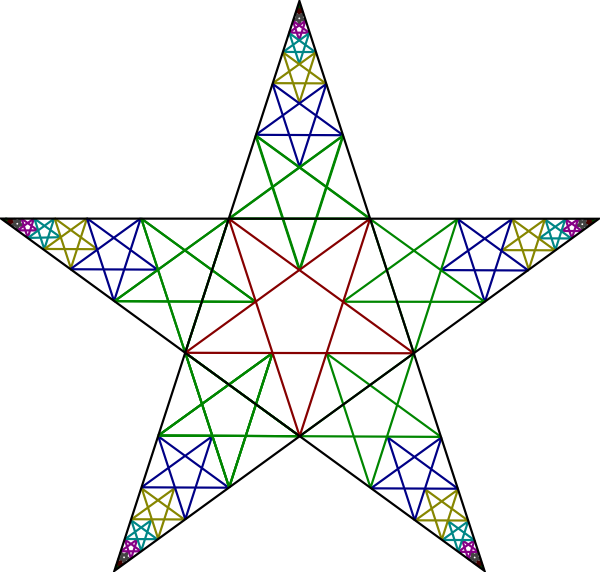
Ingesloten pentagrammen

Het pentagram kan gezien worden als een regelmatige sterveelhoek {5/2}, met vijf zijden en vijf hoekpunten met hoeken van 36°. De vijf snijpunten worden niet tot de hoekpunten gerekend. Een pentagram is uit de losse hand in één beweging te tekenen, van hoekpunt naar tegenoverliggend hoekpunt, totdat men weer bij het beginpunt uitkomt. Bij een rondgang tegen de klok in gaat men steeds 144° naar links, dit is in totaal 720° naar links, twee keer de cirkel rond.
Als de vijf inwendige lijnstukken worden weggelaten, ontstaat een niet-zelfdoorsnijdende tienhoek met nog steeds de vorm van een pentagram, met de hoekpunten vijf aan vijf op twee verschillende cirkels gelegen, maar met hetzelfde middelpunt. Om en om ligt een hoekpunt op de buitenste en op de binnenste cirkel, en zijn de inwendige hoeken 36° en 252°; anders uitgedrukt: bij een rondgang tegen de klok in gaat men afwisselend 144° naar links en 72° naar rechts, dit is per saldo in totaal één keer rond. De vijf hoekpunten op dezelfde van de twee cirkels vormen een regelmatige vijfhoek. De verhouding tussen de afstand tussen twee opvolgende hoekpunten, één op de buitenste cirkel en één op de binnenste cirkel, en de afstand tussen twee opvolgende hoekpunten op de binnenste cirkel, is de gulden snede, evenals die tussen andere afstanden, zie de figuur. Het pentagram kan ook gezien worden als de rand plus het daardoor omsloten gebied. Dit gebied is niet convex.
In elk van deze drie gevallen heeft het figuur symmetriegroep D5. Alle hoeken zijn veelvouden van 36°, ook als de figuur wordt aangevuld met een vijfhoek die de punten van de ster verbindt. De zijden daarvan zijn even lang als het groene lijnstuk. De verhouding tussen de stralen van de genoemde cirkels is dus het kwadraat van de gulden snede. Het pentagram kan tevens oneindig in zichzelf herhaald worden,
Het prisma dat afgeleid is van het pentagram, heet een pentagramprisma.
Een pentakel is een pentagram met een cirkel eromheen.

## Geschiedenis
Het pentagram is oorspronkelijk een voorchristelijk symbool.  Pentagrammen werden al symbolisch gebruikt in het oude Griekenland en Babylonië. Er zijn vroege vijfhoeken gevonden op Sumerisch aardewerk uit Ur rond 3500 vGT . De naam stamt van het Griekse πεντάγραμμον (pentagrammon), hetgeen vijf lijnen betekent. In Griekenland wordt het pentagram ook wel pentalfa, vijf alfa's, genoemd, omdat er vijf A's in zijn te herkennen. Ook in China en Japan (Gobosei - 五芒星)  is het pentagram een symbool dat al sinds de oudheid bekend is. Het pentagram werd door de Pythagoreeërs beschouwd als een symbool van perfectie, aangezien het pentagram deel uitmaakte van de theorie van de Gulden Snede. Pythagoreeërs gebruikten het pentagram als het symbool van hun broederschap. Het pentagram werd gebruikt in de oudheid als een christelijk symbool voor de vijf zintuigen.In de middel-eeuwen werd het pentagram ook door christenen gebruikt als een beschermend symbool.
Vanwege haar bijzondere vorm en eigenschappen hebben verschillende geloven en levensbeschouwingen het symbool een eigen betekenis gegeven.  In de christelijke iconografie staat het pentagram symbool voor de vijf wonden van de gekruisigde Jezus en ook voor het verknopen van begin en einde in Christus: de alpha en de omega. Het was een integraal onderdeel van het zegel en het amulet van keizer Constantijn I. Het zegel bestond uit twee aangrenzende cirkels, de linker met het chi-rho-symbool (een symbolische vorm van het kruis) en de rechter met een pentagram. In vele kerken en andere historische gebouwen is het pentagram terug te vinden. In de roman De Da Vinci Code tekent de stervende conservator van het Louvre-museum Jacque Saunière een pentagram op zijn buik met zijn eigen bloed als aanwijzing om zijn moordenaar te identificeren.
In de 20e eeuw begon Hollywood het pentagram te gebruiken als een symbool van kwaad en duivelsaanbidding, terwijl het pentagram in feite geen historische banden heeft met het kwaad of satanisme. 

## Symboliek
Het pentagram staat in sommige (christelijke) kringen in kwaad daglicht als een symbool van het kwade, van de Satan. Dit is niet altijd zo geweest. De negatieve betekenis van het pentagram in het algemeen en het omgekeerde pentagram in het bijzonder is van de laatste 200 jaar. Tegen het midden van de 19e eeuw was er een onderscheid ontstaan onder occultisten met betrekking tot de oriëntatie van het pentagram. Met een enkel punt naar boven beeldde het de geest uit die over de vier elementen van de materie heerst, en was in wezen "goed". De invloedrijke schrijver en occultist Éliphas Lévi noemde het echter slecht wanneer het symbool de andere kant op verscheen.
- "Een omgekeerd pentagram, met twee punten die naar boven uitsteken, is een symbool van het kwaad en trekt sinistere krachten aan omdat het de juiste orde van zaken omverwerpt en de triomf van de materie over de geest laat zien. Het is de bok van lust die de hemel aanvalt met zijn hoorns, een teken vervloekt door ingewijden."
- "De vlammende ster, die, wanneer zijn kop gezet, is de heirolgyphic [ sic ] teken van de geit zwarte kunst , waarvan de kop kan in de ster opgesteld, de twee horens boven de oren naar rechts en links, de baard onderaan. Het is een teken van vijandschap en fataliteit. Het is de geit van lust die de hemel aanvalt met zijn hoorns."
- "Laten we de figuur van de vijfpuntige ster altijd rechtop houden, met de bovenste driehoek naar de hemel wijzend, want het is de zetel van wijsheid, en als de figuur wordt omgekeerd, zullen perversie en kwaad het resultaat zijn." [12][13]

Het pentagram wordt gebruikt als symbool bij esoterie, occultisme, vrijmetselarij en door andere geloofssystemen. Binnen de vrijmetselarij komt het pentagram voor in het symbool van de Vlammende Ster, dat in grafische vorm bestaat uit een ster met in het hart de letter G en waaruit vlammen schieten. Het pentagram wordt ook veel gebruikt door mensen die een heidense, voorchristelijk geloof of levensschouwing aanhangen zoals paganisme, heidendom, hekserij, wicca, et cetera. Binnen de heidense traditie wordt het pentagram symbool verbonden aan de elementen (aarde, water, vuur en lucht) en geest (spiritualiteit). Sommige conservatieve gelovige tradities wijzen heidense geloven (waaronder wicca en hekserij) af en verbinden negatieve associaties met de heidense symbolen zoals het pentagram. In het modern satanisme wordt een omgekeerde versie van het pentagram gebruikt. Door sommige mensen wordt dit teken daarom ook wel gezien als het teken van Satan.
Door onderscheid te maken tussen een pentagram met de punt naar boven en de punt naar beneden krijgt het symbool een dualistisch karakter net zoals Yin en Yang. Het symbool heeft van nature beide oriëntaties in zich. In de vijf kruispunten van de ster past een kleinere ster die precies omgekeerd is georiënteerd. Zodoende draagt het goede het kwade in zich en omgekeerd. Door de oneindige herhaling van de figuur in wordt dit door sommigen gezien als symboliek voor het mensenleven. Anderen zien het als het symbool van volmaaktheid en vrouwelijkheid:
- De planeet Venus, symbool voor de vrouwelijkheid, vormt het pentagram wanneer haar weg wordt gevolgd tussen de sterren vanwege haar retrograde bewegingen.
- Het pentagram kan staan voor het evenwicht van de vijf elementen.
- Het pentagram kan ook staan voor de vijf klassieke zintuigen: voelen, zien, ruiken, horen en proeven.
- Het pentagram wordt ook wel druïdenvoet of druïdenster genoemd, zie ook druïde.

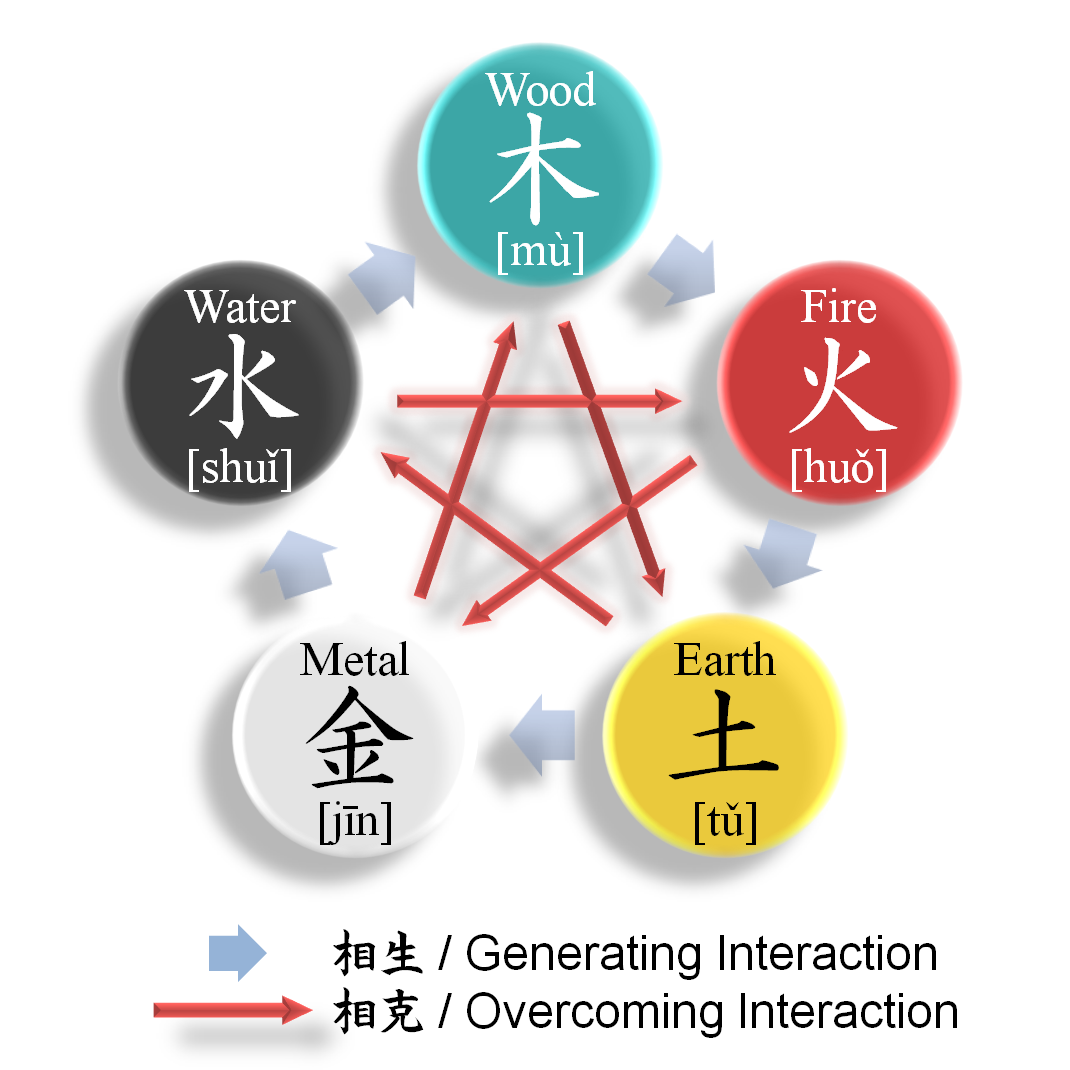
Wu Xing Pentagram

### Pentagram binnen het Taoïsme
Voor taoïsten is het pentagram een teken van natuurkrachten. In het taoïsme is de Wu Xing, (Chinese :五行; pinyin : Wǔ Xing) het harmonische systeem van de vijf elementen: water, vuur, aarde, metaal en hout.  Hierbij verbinden de vijf lijnen van het pentagram water, vuur, aarde, hout en metaal. De ster is voor hen een schema waaraan je kunt zien welke elementen elkaar versterken en welke elkaar tegenhouden. Vuur verdampt water en water blust vuur. Trek je een cirkel om de vijf punten heen (Pentakel), dan wordt duidelijk welke natuurkrachten goed samengaan. De vijf elementen in de Chinese traditie onderscheiden zich van de vormende Japanse of Griekse elementen, vanwege hun nadruk op cyclische transformaties en verandering. De vijf fasen zijn: Vuur (火huǒ), Aarde (土tǔ), Metaal (金jīn), Water (水shuǐ) en Hout (木mù). De Wu Xing is de fundamentele filosofie en doctrine van de traditionele Chinese geneeskunde en acupunctuur.
Het systeem heeft een voedende, voortbrengende cyclus, Sheng:
- hout → vuur → aarde → metaal → water → hout

en een cyclus van beïnvloeding en macht, Ke:
- hout → aarde → water → vuur → metaal → hout

De twee cycli vormen samen een regelmatige vijfhoek met een vijfpuntige ster erin. Ze worden vaak samen afgebeeld als cirkel met een vijfpuntige ster. De cirkel is de Shengcyclus, de ster geeft de Ke-cyclus weer.

## Afbeeldingen

Vlag van Haaksbergen
Vlag van Marokko
Wu Xingcyclus
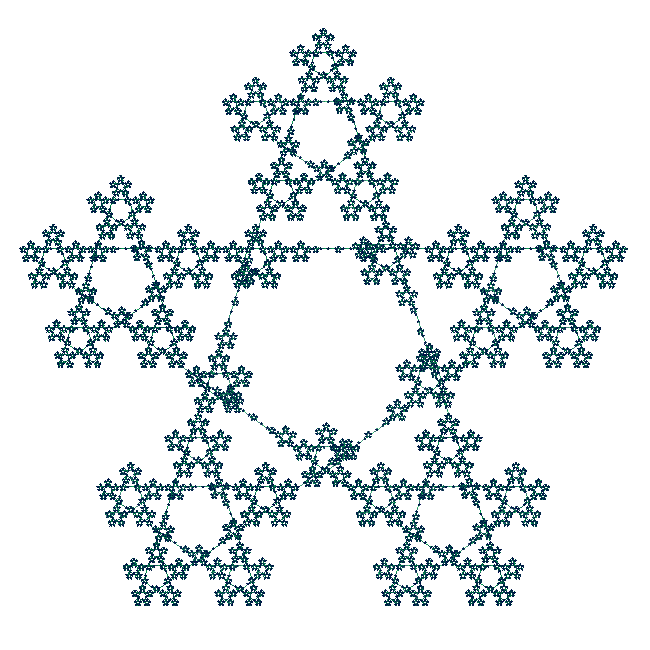
Pentagram Fractal

adelaar · Agnus Dei · alliantiewapen · andreaskruis · ankerkruis · armoriaal · baldakijn · barensteel · Belgische leeuw · bezant · Bourgondisch kruis · brisure · cartouche · centaur · cordelière · dekkleed · dorpsvlag · dorpswapen· drieberg · dubbelkoppige adelaar · dwarsbalk · fleur de lis · fleuron · Friese adelaar · gaande leeuw · gecarteleerd · Gelderse leeuw · gepaald · gravenkroon · groot wapen · griffioen · hartschild · helmkroon · helmteken · heraldische kleur · herautstuk · hermelijn · hoed · Hollandse tuin · huismerk · Jeruzalemkruis · karbonkel · keizerskroon · keper · koek · kromstaf · kroon · krukkenkruis · kwartier · kwartileren · kwartierzoom · leeuw · markiezenkroon · merlet · molenijzer · motto · muurkroon · nassaublauw · natuurlijke kleur · Nederlandse leeuw · Nederlandse Maagd · ombrellino · ordeketen · palen · pentagram · pijlenbundel · raadselwapen · raaf · respectant · riddertoernooi · rijksbanier · rijkskleuren · rijksstandaard · rijkswapen · roos · Rudolfinische keizerskroon · Saksenros · Saladins Adelaar · scharlakenrood · schildhoofd · schildhouder · schildvoet · schildzoom · schoof · schuinbalk · schuinstreep sinister · sinister · sleutels van Petrus · socialistische heraldiek · sprekend wapen · stadskleuren · standaard · stedenmaagd · ster · tinctuur · vair · vermeerdering · vlag · vorstenhoed · vrijheidshoed · vrijkwartier · vrouwenwapen · wapen · wapenbelasting · Wapenboek Beyeren · Wapenboek Gelre · wapenbord · wapendiploma · wapendier · wapenkast · wapenkoning · wapenmantel · wapenrecht · wapenrol · wapenstier · wapentent · wassende en afnemende maan · Waterlandse zwaan · Westfriese boomwapens · wildeman · wolfsangel · wrong